# Paris Basketball
Ne pas confondre avec Paris Basket Racing et Metropolitans 92.
Maillots
Actualités
Le Paris Basketball est un club professionnel français de basket-ball créé en 2018 et basé à Paris.
L'équipe n'a aucun lien avec le Paris Basket Racing (1989-2007), ni avec son club successeur des Metropolitans 92.
L'équipe première évolue en première division du championnat de France depuis la saison 2021-2022 et en Euroligue depuis la saison 2024-2025.

## Historique

### Création du club (2018)
Le Paris Basket Avenir est une Coopération Territoriale de Clubs (CTC) née en 2013 de la coopération de 3 clubs omnisports de l'est parisien : la Domrémy Basket 13 (LDB13), Ménilmontant Paris Sports (MPS) et le Club Sportif du Ministère des Finances (CSMF). L'équipe fanion évolue durant la saison 2016-2017 en Nationale 3 et monte en Nationale 2 la saison suivante. Il investit lors de cette saison la Halle Georges-Carpentier pour ses matchs à domicile. L'objectif était notamment de redévelopper le basket-ball parisien absent du monde professionnel depuis le désengagement en 2016 de la mairie de Paris dans le Paris-Levallois, depuis renommé Metropolitans 92.
À la suite du projet d'implanter un club professionnel de grande envergure à Paris mené par l'ancien dirigeant de la franchise NBA des Timberwolves du Minnesota David Kahn, les droits sportifs du Hyères Toulon Var Basket, relégué de Pro A et en difficulté financière, sont cédés à l'Association pour la Promotion du Basketball à Paris (APB Paris) à l'issue de la saison 2017-2018. Ainsi, au travers de cette association et de la société de David Kahn et d'Eric Schwartz « Paris Basketball Investments », un nouveau club professionnel parisien est créé officiellement le 12 juillet 2018, participant au Championnat de France de Pro B, sous le nom de « Paris Basketball »,. Ce nouveau club est alors soutenu par la ville de Paris, l'association Paris Basket Avenir et ses trois clubs fondateurs, les équipes du Paris Basket Avenir restant engagées dans leurs championnats respectifs.
Le Paris Basketball joue dans un premier temps à domicile à la Halle Georges-Carpentier, avant de rejoindre à son ouverture en février 2024 la Adidas Arena de 8 000 places construite Porte de la Chapelle,. Pour son centre d'entraînement, le club choisit le complexe de loisir privé « The One Ball », à Noisy-le-Grand. Ainsi lors de cette première saison 2018-2019, l'objectif du club est un maintien en Pro B.

### Une première saison prometteuse (2018-2019)
Des travaux d'aménagement étant nécessaires à la Halle Carpentier jusqu'au 23 octobre 2018, le club parisien joue ses premiers matchs officiels « à domicile » en banlieue parisienne à Rueil-Malmaison et à Pontoise. Le Paris Basketball remporte le premier match officiel de son histoire le 28 septembre 2018 lors de la 3e journée de Leaders Cup Pro B à Denain (64-71) et se qualifie même pour les quarts de finale de cette compétition. Le match aller est le premier match officiel du club à la Halle Carpentier,. Le club s'arrête toutefois à ce stade de la compétition.
Le Paris Basketball dispute son premier match de championnat à domicile à Paris dans la Halle Carpentier le 4 novembre 2018, qui s'achève par une défaite (87-93 a.p.) face à Nancy. Huit cents personnes, dont le président de la Ligue Alain Béral et quelques VIP - le rappeur Oxmo Puccino, l'athlète Ladji Doucouré - sont présentes,. Il doit attendre la sixième journée pour remporter sa première victoire en championnat de la saison donc de son histoire en Pro B à Caen au bout de 2 prolongations (96-99). Sa première victoire à domicile en championnat a lieu le 27 décembre 2018 face à Évreux (82-64). Le Paris Basketball enchaîne en même temps une série de 6 victoires dont une chez le leader Roanne le 18 janvier et sort ainsi de la zone de relégation,. Le 18 mars 2018, le match à domicile face à Roanne est le premier match télévisé de l'histoire du Paris Basketball, diffusé sur RMC Sport 2, et est remporté par Paris 67-65. Ainsi, après avoir subi un début de saison compliquée, les Parisiens assurent leur maintien en Pro B en finissant à la 11e place.

### Une deuxième saison amputée (2019-2020)
À l'issue de la première saison, l'effectif est renouvelé en profondeur avec le départ de neuf joueurs dont les canadiens Kris Joseph et Jevohn Shepherd. Pour sa saison 2019-2020, le Paris Basketball mise alors sur la jeunesse en signant Milan Barbitch, Juhann Begarin ainsi que Ismaël Kamagate, formé au Paris Basket Avenir,,. Cette saison marque l'arrivée d'Adidas comme équipementier du club pour trois ans. Le 16 juillet 2019, le Paris Basketball engage l'international malien Amara Sy pour plusieurs saisons, rejoint le 21 juillet par Nobel Boungou Colo. Grâce à ce recrutement prestigieux, le Paris Basketball est désormais vu comme l'un des favoris du championnat de Pro B pour la montée en Jeep Élite.
Un Paris Basketball plein d'ambition débute sa deuxième saison par une victoire contre Fos-sur-mer avec une équipe sans joueurs étrangers,. En 32e de finale de la Coupe de France, le club parisien rencontre le Metropolitans 92, pour un premier derby francilien historique. Le club de Jeep Élite de Boulogne-Levallois s'impose sur le score de 76-83 malgré une bonne performance parisienne. Quelques jours plus tard, le club se renforce avec l'arrivée du combo guard nigérian Ben Uzoh, qui ne reste au club que deux mois. Jusqu'à fin décembre, le Paris Basketball est en difficulté en championnat, comptant seulement trois victoires en onze rencontres.
Après s'être repris en enchaînant trois victoires en quatre matchs, le club parisien joue, à l'occasion du Nouvel An chinois, son match de la 16e journée de Pro B face à Aix Maurienne le 26 janvier 2020 pour la première fois à l'AccorHotels Arena dans une configuration à 6 800 places,. Diffusé sur RMC Sport 2 et joué devant 5 500 spectateurs, le match se termine sur une nette défaite 83-102, malgré une « belle ambiance » mise par les supporters parisiens. En février, le club, alors à la 12e place du classement, recrute le meneur américano-géorgien Marquez Haynes et confirme son objectif de jouer les playoffs. La saison est finalement arrêtée prématurément en mars en raison de la pandémie de Covid-19 et le Paris Basketball finit à la 10e place de Pro B. Au terme de cette saison, Sylvain Francisco et Gary Florimont quittent le club,.

### La montée en première division (2020-2021)
Début de saison encore une fois compliqué mais tout se joue dans la fin de saison pour le club de la capitale. Enchaînant dix victoires sur onze matchs dont six d'affilée en fin de saison, le Paris Basketball parvient à se hisser à la deuxième place de Pro B derrière Fos Provence et est promu pour l'élite trois ans seulement après sa création. À la fin de cette saison, Juhann Begarin est drafté en 45e position par les Celtics de Boston, en profil draft & stash et reste les deux saisons suivantes au Paris Basketball pour continuer de progresser avant de rejoindre la NBA.

### La première saison en Elite (2021-2022)
Depuis 2021-2022, le Paris Basketball organise un tournoi international de présaison regroupant des équipes d’Euroleague et le Paris Basketball. Une compétition sur deux jours dans laquelle les deux équipes françaises ne s’affrontent pas mais affrontent donc les deux autres équipes. L’édition de la saison réunissait le Paris Basketball, l'ASVEL, l’Alba Berlin et l’Olimpia Milan. Paris s'incline face à Milan 64-95 mais bat Berlin 107 à 104 en prolongations. Ettore Messina (entraîneur Olimpia Milan) et Israel González (en) (entraîneur Alba Berlin) ont dispensé un « Coach Clinic » devant plus de 50 entraîneurs professionnels et amateurs.
Paris fait un recrutement conséquent pour sa première saison dans l’élite, en ajoutant à son effectif le combo guard Kyle Allman Jr, et l’ancien joueur NBA Kyle O’Quinn. Le Français Axel Toupane, champion NBA avec les Bucks de Milwaukee rejoint également le club en janvier 2022.
Le club parisien remporte le premier match de son histoire en première division le 16 octobre en battant le Cholet Basket sur son terrain, 85-83, sur un tir au buzzer de Kyle Allman Jr. Le premier match remporté à Carpentier est contre le champion en titre Lyon-Villeurbanne 82-79.
Le club organise également un match à l’Accor Arena face à l’AS Monaco Basket le 20 mars 2022 et réunit 8 117 spectateurs. Paris s’incline sur une courte défaite 69 à 76, mais établit le record d’affluence de la LNB de cette même année.
Durant la saison 2021-2022, le club se maintient en première division lors de la dernière journée du championnat en s’imposant face à Boulogne-Levallois et termine à la 15e place. Le club parisien est invité à participer à l'EuroCoupe 2022-2023. À la fin de cette saison, Ismaël Kamagate est élu meilleur défenseur de l'année et est drafté en NBA en 46e position par les Pistons de Détroit (puis Nuggets de Denver), en profil draft & stash. Il revient la saison suivante au Paris Basketball afin de continuer à progresser et est suivi dans le même temps par un entraineur envoyé à Paris par les Nuggets.

### La deuxième saison en Elite (2022-2023)
La deuxième édition des Paris European Games réunit le Paris Basketball, l'ASVEL, l’Alba Berlin et le Maccabi Tel Aviv. L’Alba Berlin s'impose 94-97 tandis que Paris bat le Maccabi Tel Aviv 107 à 96. Les entraîneurs TJ Parker (ASVEL) et Oded Kattash (Tel-Aviv) dispensent un Coach Clinic.
Paris réalise sa deuxième saison en Betclic Elite après un maintien au bout du suspens, et participe également à sa première saison en Eurocup. L’effectif reste sur les mêmes joueurs phares comme Kyle Allman Jr., Juhann Begarin, Ismaël Kamagate  et Axel Toupane, mais s’y ajoute divers joueurs ayant évolué en G League comme Tyrone Wallace, Aamir Simms ou l’international bosnien Amar Gegić. Le club se sépare également de son entraineur Jean-Christophe Prat remplacé par l’Américain Will Weaver.
Le club organise le 16 octobre 2022 une rencontre historique au Stade Roland-Garros sur le court Philippe-Chatrier face à l’AS Monaco Basket. Le match retransmis sur BeIN Sports est perdu de peu par les Parisiens 91-95 malgré les 28 points de Juhann Begarin. 10 424 spectateurs sont présents ce jour-là. Le club parisien établit un nouveau record d’affluence pour la LNB.

### Saison 2023-2024

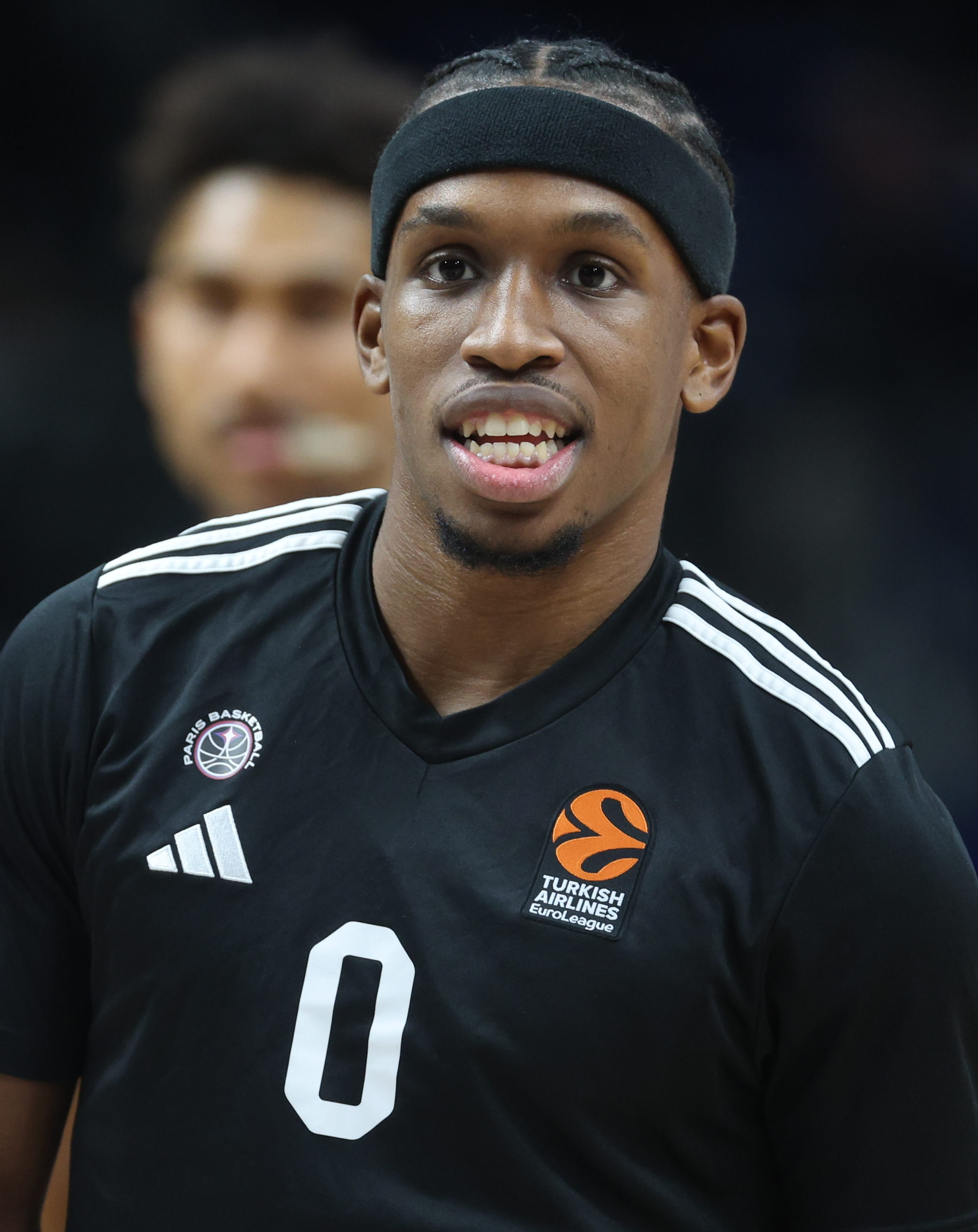
Le meneur américain T. J. Shorts.

Pour la saison 2023-2024, l'entraîneur Will Weaver laisse sa place au Finlandais Tuomas Iisalo qui vient de remporter la Ligue des champions 2022-2023 (considéré comme le troisième niveau de coupe d'Europe) avec Telekom Baskets Bonn. Iisalo recrute 6 joueurs de son ancienne équipe (T. J. Shorts, Collin Malcolm, Tyson Ward, Michael Kessens, Sebastián Herrera, Leon Kratzer), ainsi que l'une des révélations de la saison précédente en championnat de France : Nadir Hifi.
Le club a un budget prévisionnel de 9,2 millions d'euros (troisième plus élevé derrière Monaco, en hausse de 43 %) et une masse salariale de 2,8 millions (en augmentation de 36 %).
En février 2024, le club quitte la halle Georges-Carpentier pour disputer son premier match dans sa nouvelle salle, l'Adidas Arena située porte de la Chapelle.
Le club remporte son premier trophée, la Leaders Cup, en battant Nanterre 92 sur le score de 90-85.
Le 12 avril 2024, le Paris Basketball remporte l'EuroCoupe sur le parquet de la JL Bourg-en-Bresse. L'entraîneur Tuomas Iisalo et le meneur T. J. Shorts sont récompensés individuellement respectivement en tant que meilleur entraîneur et MVP du tournoi.
Paris atteint la finale du championnat de France mais est battu 3 manches à 1 par l'AS Monaco. Tuomas Iisalo quitte le club pour la franchise NBA des Grizzlies de Memphis à la fin de la saison.

### Saison 2024-2025
Le budget prévisionnel du club est de 18,8 millions d'euros, dont une masse salariale de 5,6 millions millions d'euros, les deux chiffres étant doublés par rapport à la saison précédente. Au niveau financier, ces chiffres placent à présent le club en deuxième position, derrière Monaco.
Désormais entraîné par Tiago Splitter, le club fait ses débuts en Euroligue. Après deux défaites initiales, Paris Basketball remporte son premier succès au Palais omnisports de Paris-Bercy face au champion d'Europe sortant, le Panathinaïkos.
Pour leur première participation à la compétition, le club réalise une série record pour un club français de dix victoires consécutives (le précédent record détenu par Monaco était de huit victoires consécutives).
Malgré son inexpérience dans la compétition et malgré l'avant dernier budget des clubs participants, le Paris Basketball termine la saison régulière d'Euroligue à la huitième position (sur 18) et remporte son match de Play-in à l'extérieur contre le Real Madrid lui permettant ainsi de se qualifier pour les play-off pour sa première participation. Paris se fait éliminer en 3 matchs en quarts de finale contre Fenerbahce, futur vainqueur de la compétition. Le meneur TJ Shorts II est nommé dans le cinq majeur de l'Euroligue.
Le 26 avril 2025, Paris remporte la première Coupe de France de son histoire à l'Accor Arena contre Le Mans (Victoire 91-80). Nadir Hifi est sacré MVP du match.

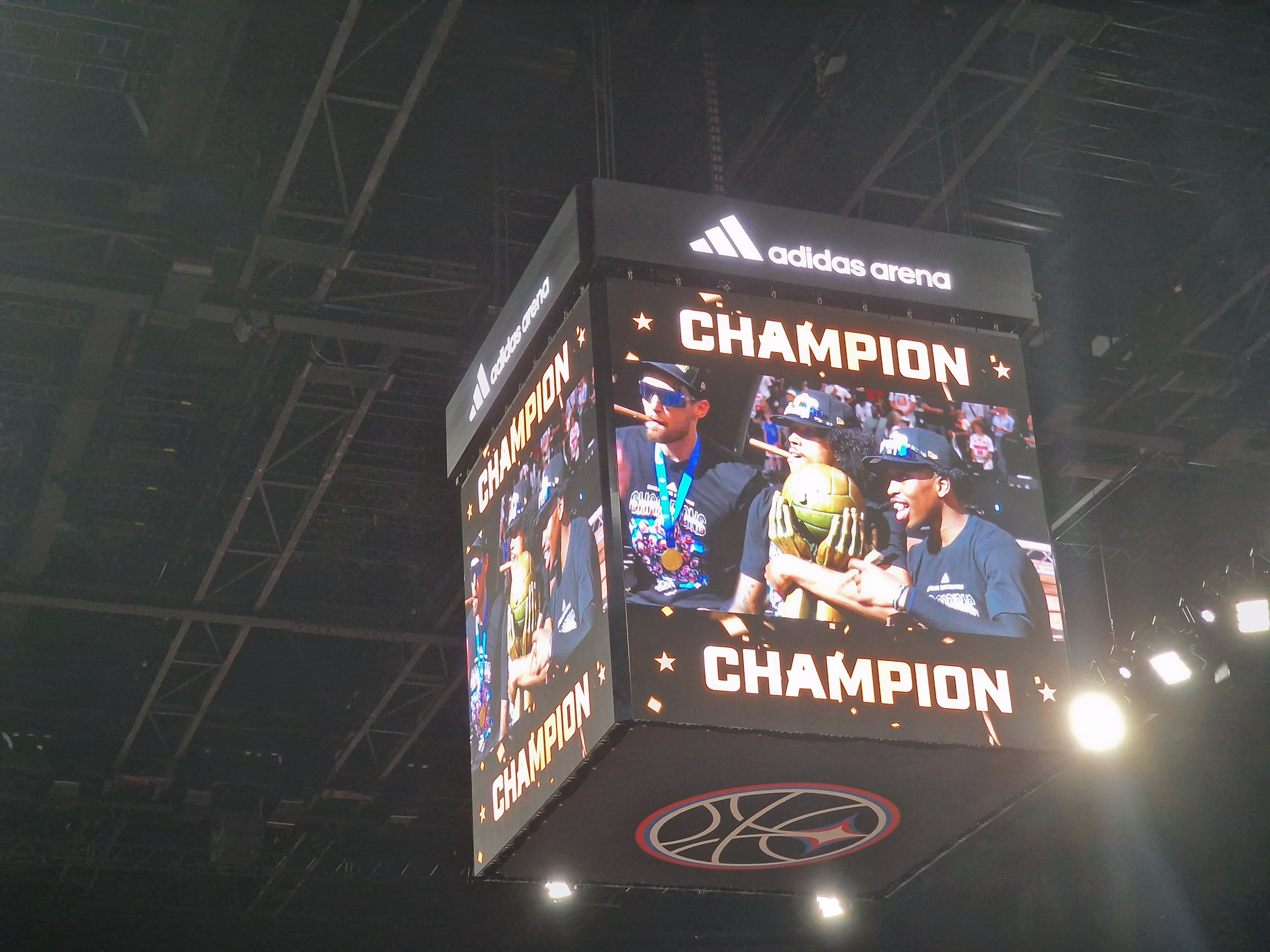
Sebastian Herrera, Tyson Ward et TJ Shorts après la finale contre Monaco.

En Betclic Elite, Paris termine premier de saison régulière. Cette excellente saison est récompensée individuellement par un titre de MVP pour TJ Shorts, un titre de meilleur marqueur pour Nadir Hifi et quatre nominations au All-Star Game pour TJ Shorts, Nadir Hifi, Tyson Ward et Collin Malcolm. En play-offs de Betclic Elite, Paris remporte successivement ses séries contre la JDA Dijon (en quart de finale) et le JL Bourg-en-Bresse (en demi-finale). En finale face à Monaco, Paris prend sa revanche de la saison précédente et décroche son premier titre de champion de France à la suite d'une victoire 3 manches à 2. TJ Shorts est nommé MVP des finales.

## Image et identité

### Logo

2018-2019
2019-2024
2024-

## Bilan saison par saison
| Saison    | Div.          | Championnat de France | Playoffs  | Coupe de France | Leaders cup (Pro B puis Betclic Elite) | Coupe d'Europe                                    |
| --------- | ------------- | --------------------- | --------- | --------------- | -------------------------------------- | ------------------------------------------------- |
| 2018-2019 | Pro B         | 11e                   | -         | 64e de finale   | Quarts de finale                       | -                                                 |
| 2019-2020 | Pro B         | 10e                   | -         | 32e de finale   | Quarts de finale                       | -                                                 |
| 2020-2021 | Pro B         | 2e                    | -         | 64e de finale   | Demi finale                            | -                                                 |
| 2021-2022 | Betclic Élite | 15e                   | -         | 8e de finale    | -                                      | -                                                 |
| 2022-2023 | Betclic Élite | 9e                    | -         | 16e de finale   | -                                      | 5e de la poule B, Quarts de finale de l'Eurocoupe |
| 2023-2024 | Betclic Élite | 2e                    | Finaliste | 32e de finale   | Vainqueur                              | Vainqueur de l'EuroCoupe                          |
| 2024-2025 | Betclic Élite | 1re                   | Vainqueur | Vainqueur       | Quarts de finale                       | Quarts de finale                                  |

## Affluences
| Saison                 | Affluence moyenne (Saison régulière) |
| ---------------------- | ------------------------------------ |
| Pro B 2018-2019        | 1 010                                |
| Pro B 2019-2020        | 1 459                                |
| Betlic Elite 2021-2022 | 2 606                                |
| Betlic Elite 2022-2023 | 3 602                                |
| Betlic Elite 2023-2024 | 4 269                                |
| EuroCoupe 2023-2024    | 2 675                                |
| Betlic Elite 2024-2025 | 6 508                                |
| Euroligue 2024-2025    | 7 044                                |

Alors qu'il était encore en Pro B et localisé dans la vétuste Halle Georges-Carpentier, Paris délocalise certaines rencontres, notamment à l’Accor Arena face à Aix-Maurienne (26 janvier 2020), face à Monaco (22 mars 2022) ou bien au stade Roland-Garros en octobre 2022, réunissant 10 424 personnes sur le court Philippe-Chatrier. Promu en Betclic Elite, Paris poursuit cette politique et établit un nouveau record le 22 janvier 2023 lors du match face à l’ASVEL et réunit 11 424 spectateurs à l'Accor Arena.
Avec une moyenne de 6508 spectateurs par rencontre de saison régulière, Paris Basketball, qui bénéficie en année pleine des 8000 places de l'Adidas Arena inaugurée en février 2024, enregistre la meilleure affluence du championnat de France pour la saison 2024-2025. En Euroligue sa moyenne de 7044 spectateurs par match le cclasse en 15e position de la compétition.

### Ambiance
Le club valorise la culture hip-hop en invitant régulièrement des rappeurs Jok’Air puis Gazo étant ambassadeurs du club assument cette identité.
Plusieurs rencontres ont des thèmes. Ainsi la Halle Carpentier a donc pu accueillir dans sa première saison en Betclic Elite l’Africa Game, l’American Night, le Green Game, le Women’s Game (à l’Accor Arena), le Carnaval Antillais, le Comedy Game, le E-Sport Game…
Durant la saison 2024-2025, qui suit la tenue à Paris des Jeux olympiques et paralympiques, le club met en valeur un médaillé français à chaque rencontre disputée à domicile.

## Personnalités liées au club

### Effectif 2024-2025
L'ailier français Enzo Shahrvin est prêté en cours de saison.

### Entraîneurs
- 2018-2022 :  Jean-Christophe Prat
- 2022-2023 :  Will Weaver[67].
- 2023-2024 :  Tuomas Iisalo[68].
- 2024-2025 :  Tiago Splitter[69]
- depuis 2025 :  Francesco Tabellini[70]

### Dirigeants
| Fonction                    | Nom           |
| --------------------------- | ------------- |
| Président-directeur général | David Kahn    |
| Directeur général délégué   | Mathias Priez |
| Con                         |               |

Romuald Coustre est directeur général opérationnel du club de 2018 à 2019,.
Mamoutou Diarra est directeur des Opérations sportives de 2018 à 2020.
En juin 2025, le club annonce que l'acteur Omar Sy, souvent présent pour assister aux rencontres du club, rejoint David Kahn et Eric Schwartz comme propriétaire du club. Il lui est attribué un rôle de « conseiller culturel » du club.

## Autres équipes

### Équipes réserve et jeunes

Logo du Paris Basket Avenir.

Le club possède, au travers du Paris Basket Avenir, une équipe réserve en Nationale masculine 2, ainsi qu'une équipe de jeunes de moins de 18 ans,.

### Équipe féminine
L'équipe féminine du Paris Basket Avenir, évoluant en Nationale féminine 2, est intégrée au Paris Basketball à partir de la saison 2023-2024. Pour sa première saison, l'équipe termine à la 2ème place de sa poule et manque de peu l'accession à la Nationale féminine 1.
Dès la saison suivante, Paris Basketball féminine rejoint la structure professionnelle du club, avec notamment Christophe Denis comme directeur sportif ou encore Isabelle Fijalkowski comme assistant coach.

## Équipementiers
| Période     | Équipementier | Réf.   |
| ----------- | ------------- | ------ |
| 2018 – 2019 | Nike          | [ 27 ] |
| 2019 –      | Adidas        | [ 84 ] |